# Xelha
Xelha (scritto in spagnolo Xelhá; in maya yucateco Xel-Há) è un sito archeologico della civiltà maya situato sulla costa orientale della penisola dello Yucatán, nello stato moderno di Quintana Roo in Messico, a sud della città moderna di Playa del Carmen. Il nome deriva dall'unione delle parole della lingua maya yucateca xel, fonte, e ha', acqua.

## Storia
Non si sa quando Xelha sia stata fondata, ma era già occupata a partire dal primo secolo. Non venne completamente abbandonata fino al XIX secolo. Nel 1841 John Lloyd Stephens e Frederick Catherwood hanno trovato una stele con una data, 9.6.10.0.0, equivalente al 564.
Xelha fu uno dei porti più importanti della città maya di Coba, altri erano Tancah e Tulum. Probabilmente era anche un punto di scambio culturale tra i maya e la gente dei caraibi. 
La zona di Xelha venne usata come base dall'Impero spagnolo, durante la prima spedizione del conquistador Francisco de Montejo il Vecchio. Montejo, che aveva ottenuto autorizzazione dal governo spagnolo di pacificare la penisola dello Yucatán, attraversò lo stretto dell'isola di Cozumel per arrivare alle lagune di Xelha, a poca distanza da un villaggio maya locale. Riuscì a stabilire il primo insediamento spagnolo della penisola, che chiamò "Salamanca de Xelha". I rifornimenti e i viveri portati erano insufficienti per la spedizione. Nonostante gli assalti agli insediamenti maya e alle razzie effettuate per ottenere cibo, la piccola colonia perse 50 uomini nei primi due mesi a causa della fame e delle malattie.
Le forze armate di Montejo si riorganizzarono in seguito a sufficienza per esplorare le zone circostanti, partendo con 125 uomini verso Ecab a nord. Ritornarono mesi dopo, avendo perso metà degli uomini in battaglia con i maya della città di Ake e a causa delle malattie. I 65 conquistadores rimasti a Salamanca de Xelha avevano subito diversi attacchi dai Maya, e Montejo rimase con un terzo del suo contingente iniziale.
L'arrivo fortuito di una delle sue navi da Santo Domingo con approvvigionamenti e rinforzi evitò il disastro completo, e venne quindi organizzata una spedizione verso sud a Chetumal. Anche questo tentativo fallì, e dopo 18 mesi dall'arrivo di Montejo nello Yucatán, sia Xelha che gli accampamenti costieri vennero abbandonati.